# Liste des longs métrages arméniens proposés à l'Oscar du meilleur film international
Cet article présente la liste des longs métrages arméniens proposés à l'Oscar du meilleur film international.

## Films proposés par l'Arménie
| Année (cérémonie) | Titre français               | Titre original            | Langue(s)                                    | Réalisateur                             | Résultat       |
| ----------------- | ---------------------------- | ------------------------- | -------------------------------------------- | --------------------------------------- | -------------- |
| 1992 (64e)        | Dzayn barbaro... (hy)        | Ձայն բարբառոյ…            | arménien                                     | Viguen Tchaldranian (hy)                | Disqualifié    |
| 2002 (74e)        | La Symphonie du silence (hy) | Լռության Սիմֆոնիա         | arménien                                     | Viguen Tchaldranian (hy)                | Non nommé      |
| 2004 (76e)        | Vodka Lemon                  | Վոդկա լիմոն               | arménien, kurmandji, kurde, russe, français  | Hiner Saleem                            | Non nommé      |
| 2010 (82e)        | Hrashagortsi ashune          | Հրաշագործի աշունը         | russe, anglais, italien                      | Rouben Guevorkiants (hy), Vahe Kevorkov | Non nommé      |
| 2013 (85e)        | Ete bolore (hy)              | Եթե բոլորը                | arménien, russe                              | Natalia Beliaouskene (ru)               | Non nommé      |
| 2017 (89e)        | Earthquake                   | Երկրաշարժ / Землетрясение | arménien, russe                              | Sarik Andreassian                       | Disqualifié    |
| 2018 (90e)        | Yeva (hy)                    | Եվա                       | arménien                                     | Anahit Abad (fa)                        | Non nommé      |
| 2019 (91e)        | Spitak                       | Սպիտակ                    | arménien, russe, français                    | Alexandre Kott                          | Non nommé      |
| 2020 (92e)        | Erken kisher (hy)            | Էրկեն Կիշեր               | arménien                                     | Edgar Bagdassarian (hy)                 | Non nommé      |
| 2021 (93e)        | Soghomoni yergery (hy)       | Սողոմոնի երգերը           | arménien                                     | Arman Nshanian (hy)                     | Non nommé      |
| 2022 (94e)        | Si le vent tombe             | Երբ որ քամին հանդարտվի    | français, arménien, anglais, russe           | Nora Martirosyan                        | Non nommé      |
| 2023 (95e)        | Aurora, l'étoile arménienne  | Արշալույսի լուսաբացը      | arménien, anglais, turc, kurmandji, allemand | Inna Sahakian                           | Non nommé      |
| 2024 (96e)        | Amerikatsi (hy)              | Ամերիկական                | arménien, anglais, russe                     | Michael A. Goorjian                     | Présélectionné |
| 2025 (97e)        | Yasha et Léonid Brejnev (en) | Յաշան և Լեոնիդ Բրեժնևը    | arménien, russe                              | Edgar Baghdassarian                     | En attente     |